# 조제 그라지아노 다 시우바

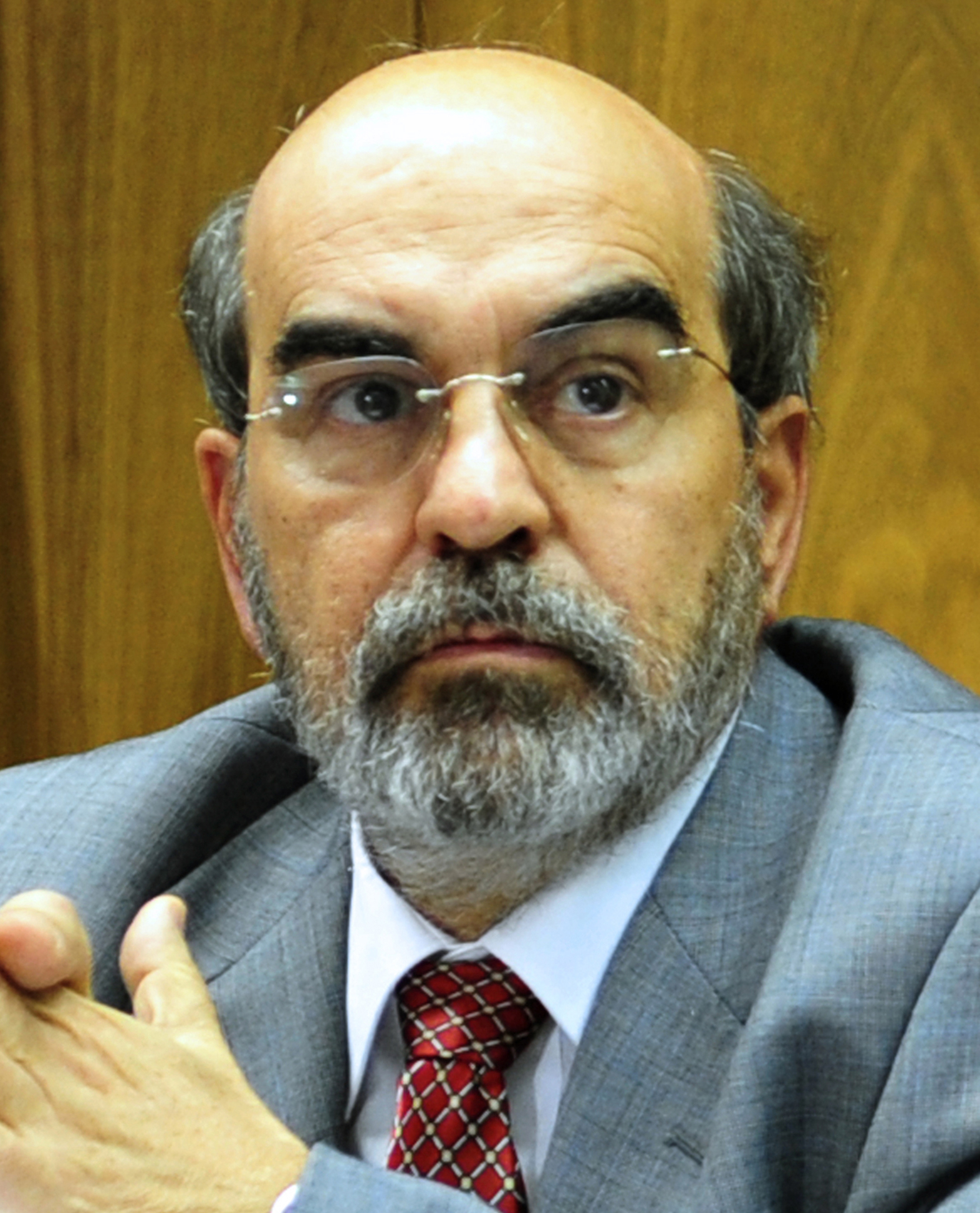
조제 그라지아노 다 시우바

조제 그라지아노 다 시우바(José Graziano da Silva, 1949.11.17~ )는 전 브라질 식량안보 장관이다. 2011년 6월 27일 이탈리아 로마에 있는 FAO 본부에서 열린 선거에서 유엔 식량 농업 기구 사무총장에 당선되었다. 임기는 2012년 1월부터 2015년 7월까지이다.